# Бургвальде
Бургвальде (нем. Burgwalde) — община в Германии, в земле Тюрингия. 
Входит в состав района Айхсфельд. Подчиняется управлению Ханштайн-Рустеберг.  Население составляет 229 человек (на 31 декабря 2010 года). Занимает площадь 4,96 км².